# SM-68 Titan
Tên lửa đạn đạo liên lục địa SM-68 Titan (các phiên bản sau có tên HGM-25 Titan I và LGM-25 Titan II) là tên lửa liên lục địa được phát triển bởi Không quân Mỹ. Titan I và Titan II được đưa vào trang bị trong giai đoạn từ năm 1962 đến năm 1987 khi đang diễn ra chiến tranh Lạnh. Những tên lửa này đặc biệt là Titan II về sau là cơ sở để chế tạo dòng tên lửa đẩy vũ trụ Titan.
Titan ban đầu được phát triển để làm một loại tên lửa dự bị cho ICBM SM-65 Atlas. Tên lửa Titan I sử dụng nhiên liệu tên lửa RP-1 và Oxy lỏng và cần 15 phút để nạp đầy nhiên liệu cho tên lửa và đưa tên lửa đến bệ phóng. Titan II mạnh hơn, sử dụng nitrogen tetroxide và hydrazine, cho phép tên lửa có thể ở trạng thái chờ phóng lâu hơn sau khi nạp nhiên liệu, khiến tên lửa có khả năng sẵn sàng chiến đấu tốt hơn.

## Titan I
Titan I là phiên bản đầu tiên của dòng tên lửa Titan. Nó được phát triển như là một ICBM dự bị trong trường hợp dự án tên lửa Atlas bị hoãn. Đây là tên lửa hai tầng đẩy sử dụng nhiên liệu RP-1 và Oxy lỏng. Việc sử dụng RP-1 và Oxy lỏng đồng nghĩa với việc chu trình phóng của Titan I chậm. Tên lửa cần tới 15 phút kể từ lúc nạp Oxy lỏng cho tên lửa đầu tiên cho đến khi tên lửa có thể được phóng, và cần thêm khoảng tám phút để nạp nhiên liệu-phóng đối với hai tên lửa còn lại trên bệ phóng. Titan I được triển khai trong quân đội Mỹ từ đầu năm 1962 đến giữa năm 1965.

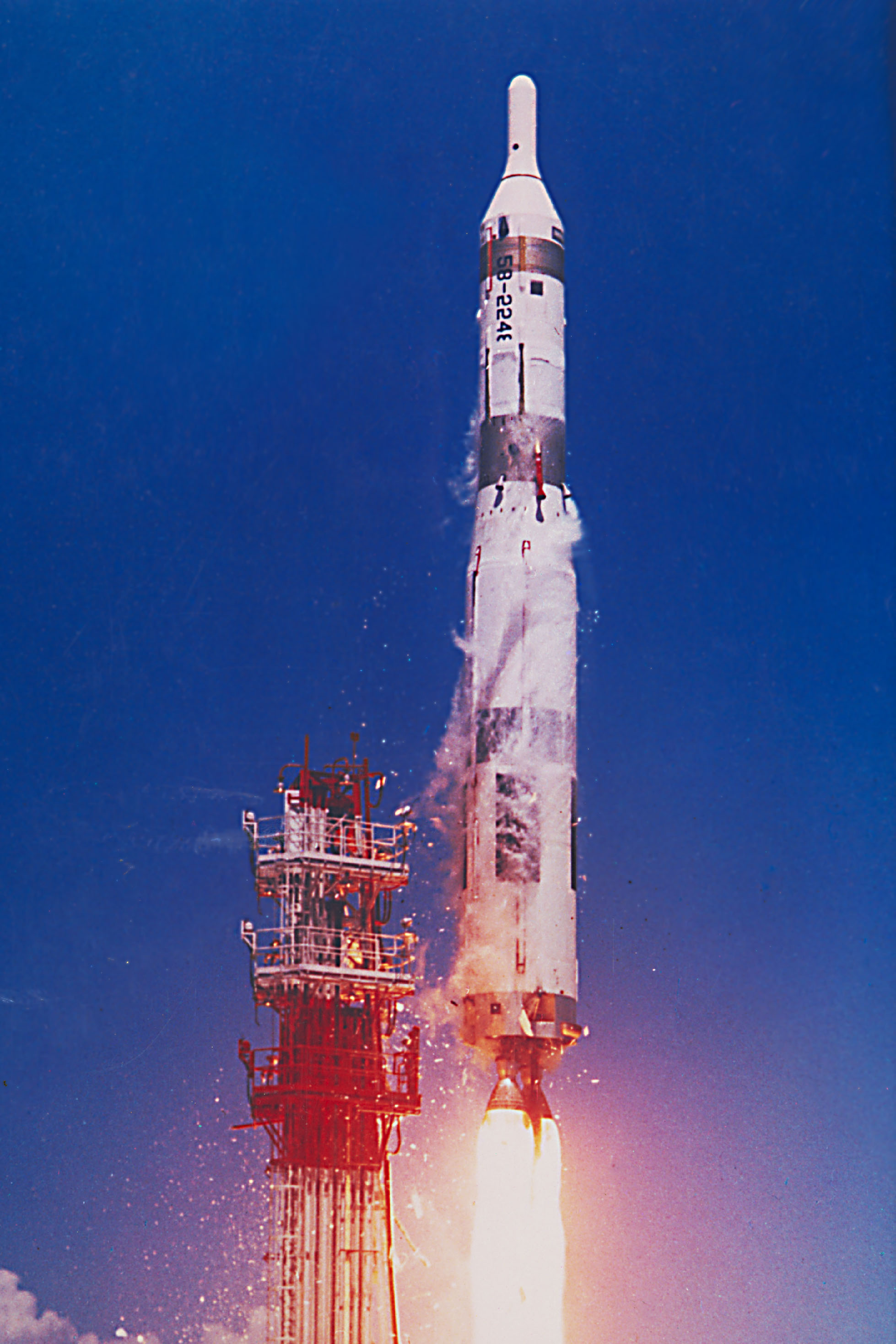
Tên lửa Titan I

Các đơn vị Không quân Mỹ được trang bị Titan I bao gồm:
- 568th Strategic Missile Squadron, Larson AFB, Moses Lake, Washington
- 569th Strategic Missile Squadron, Mountain Home AFB, Mt Home, Idaho
- 851st Strategic Missile Squadron, Beale AFB, Marysville, California
- 850th Strategic Missile Squadron, Ellsworth AFB, Rapid City, South Dakota
- 451st Strategic Missile Wing (đổi tên từ đơn vị 703rd) Lowry AFB, Denver, Colorado

## Titan II

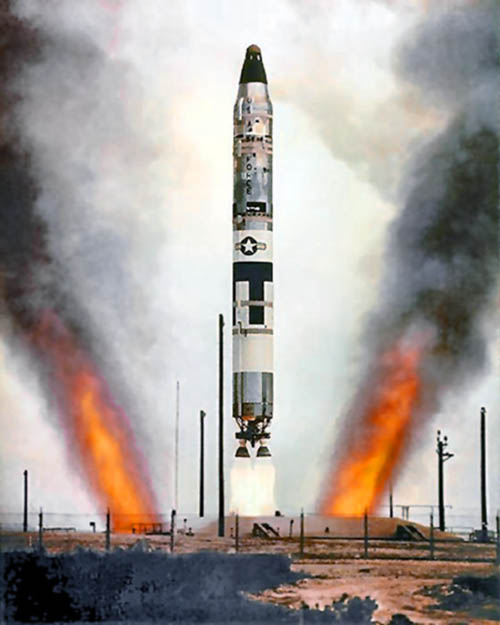
Tên lửa Titan II đang được phóng từ giếng phóng.

Phần lớn tên lửa Titan là thuộc phiên bản Titan II, có khả năng mang đầu đạn hạt nhân W-53 có đương lượng nổ 9 megaton, khiến cho nó là tên lửa đạn đạo uy lực nhất trong kho dự trữ hạt nhân của Mỹ. Những tên lửa này được triển khai tại 3 sư đoàn tên lửa tại các bang Arizona, Kansas, và Arkansas, mỗi sư đoàn trang bị 18 tên lửa. Tất cả các tên lửa đạn đạo Titan II được rút ra khỏi trang bị kể từ năm 1987, nhưng tại Bảo tàng tên lửa Titan, xa lộ 19, phía nam Tucson, Arizona, vẫn còn trưng bày một giếng phóng tên lửa đã ngừng hoạt động. Titan II sử dụng nhiên liệu là sự kết hợp hypergolic giữa nitrogen tetroxide và hydrazine. Mười hai tên lửa Titan II đã được sửa đổi để phóng tàu vũ trụ Gemini của NASA. Mười trong số đó là có người lái. Sau khi được loại biên, tên lửa Titan thứ 13 đã được chuyển đổi thành cấu hình Titan 23G, và sử dụng để phóng vệ tinh, và tàu thăm dò Mặt trăng Clementine. Lần phóng cuối cùng của tên lửa Titan II diễn ra vào năm 2003.